# شهرستان اسکامبیا (فلوریدا)
شهرستان اسکامبیا، فلوریدا (به انگلیسی: Escambia County, Florida) یک سکونتگاه مسکونی در ایالات متحده آمریکا است که در فلوریدا واقع شده‌است.

## خصوصیات
شهرستان اسکامبیا ۲٬۲۶۶٫۲۵ کیلومترمربع مساحت دارد.